# Sky van Hoff

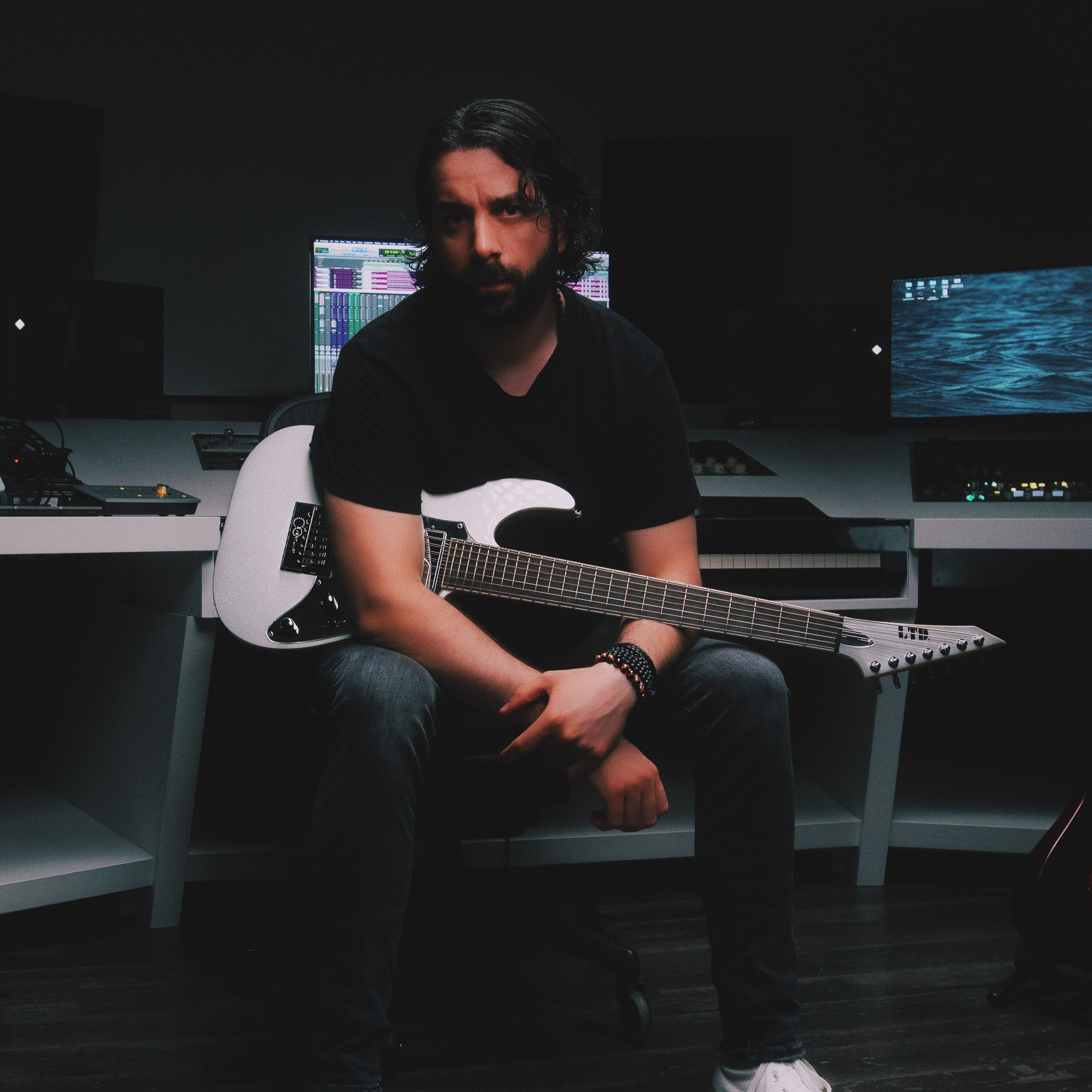
Sky van Hoff (2021)

Sky van Hoff (geboren 1986) ist ein deutscher Musikproduzent, Songwriter und Musiker. Er arbeitet hauptsächlich mit Künstlern aus den Genres Metal und Rock, darunter Rammstein, Emigrate, Till Lindemann, Sleep Token, Kreator und Electric Callboy, und war an mehreren mit Platin und Gold ausgezeichneten Produktionen beteiligt. Bevor er Produzent wurde, war van Hoff Gitarrist der Metal-Band Machinemade God und tourte ausgiebig mit der Gruppe, bis er im Jahr 2008 sein eigenes Studio eröffnete.

## Karriere
Im Jahr 2003 trat van Hoff der Metal-Band Machinemade God als Gitarrist bei und unterschrieb 2005 seinen ersten Plattenvertrag als Bandmitglied bei Metal Blade Records. Sein erstes Album mit der Band, The Infinity Complex, erschien im darauffolgenden Jahr. Das nächste Album der Band, Masked, schrieb und produzierte er selbst; es wurde ein Jahr später veröffentlicht. Nachdem van Hoff Anfragen erhielt, weitere deutsche Metal-Bands zu produzieren, eröffnete er 2008 sein eigenes Studio. In den darauffolgenden Jahren arbeitete er unter anderem mit Kreator, The Sorrow und Caliban zusammen.
Im Jahr 2012 war van Hoff in der dritten Staffel der deutschen Version von The X Factor als musikalischer Leiter für das Team von Sandra Nasić zu sehen, wo er die Kategorie „Gruppen und Bands“ betreute und produzierte. Er war außerdem Produzent des Folk-Duos Mrs. Greenbird, das die Staffel gewann, und produzierte im Anschluss deren gleichnamiges Debütalbum, das im selben Jahr erschien.
Im Jahr 2018 wirkte van Hoff als Produzent, Recording- und Mixing-Engineer am dritten Album A Million Degrees von Emigrate, dem Soloprojekt des Rammstein-Gitarristen Richard Kruspe, mit. Im Anschluss holte Kruspe ihn ins Studio, um Gitarrenparts für Rammsteins unbetiteltes Studioalbum aufzunehmen und zu bearbeiten. Nach der Veröffentlichung des Albums im Jahr 2019 begleitete van Hoff die Band auf ihrer Stadiontour als Monitoring-Engineer für Kruspe.
2021 produzierte und komponierte van Hoff die Musik für Till Lindemanns erste Solo-Single Ich hasse Kinder und war außerdem Produzent des vierten Emigrate-Albums The Persistence of Memory. Für seine Arbeit an Lindemanns Single erhielt er besonderes Lob vom YouTuber und Musikproduzenten Rick Beato. Anschließend kehrte van Hoff zurück ins Studio, um an Rammsteins nächstem Album Zeit mitzuwirken, wo er Gitarrenproduktion, Aufnahmen und Editing übernahm. Nach der Veröffentlichung des Albums im Jahr 2022 tourte er erneut mit der Band als Monitoring-Engineer bis zum Tourende im darauffolgenden Jahr. Er arbeitete erneut mit Lindemann an dessen Solo-Debütalbum Zunge – diesmal als Produzent, Songwriter und Instrumentalist.